# زيلينوبورسك (هانتي-مانسيجا)
زيلينوبورسك (بالروسية: Зеленоборск) هي مدينة في مقاطعة أوكروغ خانتي - مانسي الذاتية في روسيا.
يبلغ عدد سكانها حوالي 2424   نسمة.